# Oberwaltersdorf
Oberwaltersdorf là một thị trấn ở huyện Baden trong bang Niederösterreich ở nước Áo. Đô thị này có diện tích 13,6 km², dân số năm 2001 là 3644 người.